# Once Upon a Studio
Once Upon a Studio è un cortometraggio del 2023 scritto, diretto e ideato da Dan Abraham e Trent Correy, prodotto da Walt Disney Animation Studios e Walt Disney Pictures.
Ispirato al centenario dello studio, che ricorre il 16 ottobre 2023, il cortometraggio è stato descritto come una "lettera d'amore" ai Walt Disney Animation Studios dai due registi. Lo stile artistico del corto combina grafica computerizzata, animazione tradizionale e live-action. Il corto presenta 545 personaggi di tutti i lungometraggi e cortometraggi animati dello studio usciti fin'ora, compresi i film in tecnica mista Mary Poppins (1964), Pomi d'ottone e manici di scopa (1971), Il drago riluttante (1941) e Elliott, il drago invisibile (1977), ad eccezione dei sequel o delle serie, di I racconti dello zio Tom / Song of the South (1946), Tanto caro al mio cuore (1948) e Chi ha incastrato Roger Rabbit (1988). È inoltre dedicato a Burny Mattinson, animatore morto otto mesi prima della sua uscita e presente nella scena di apertura del corto.
Esso segue i personaggi Disney mentre fanno una foto di gruppo il giorno del centenario della casa.

## Trama
Il 16 ottobre 2023, ai Walt Disney Animation Studios, i dipendenti stanno lasciando l'edificio Roy E. Disney Animation dopo una normale giornata di lavoro. Una stagista parla con Burny Mattinson del centenario dello studio di quel giorno e, in risposta, riflette su come sarebbe se le pareti dello studio, su cui sono appesi vari quadri e fotogrammi, potessero parlare.
Una volta che tutti se ne sono andati, Topolino prende vita da un fotogramma del cortometraggio La festa di compleanno di Topolino e chiama Trilli per aiutarlo a radunare tutti gli altri personaggi animati. Il topo, assistito da Minni, fa poi il giro dello studio per guidare tutti verso l'ingresso principale, dove stanno per prepararsi a scattare una foto di gruppo. Mentre tutti si recano fuori, Topolino alza lo sguardo verso una fotografia di Walt Disney e, in un momento privato, lo ringrazia solennemente.
Presto tutti prendono posto fuori. Tuttavia, le cose si ritorcono contro quando Pippo, a cui è stato chiesto di impostare l'autoscatto, cade dalla scala su cui si trova, rompendo l'apparecchio. Tutti iniziano ad andarsene tristi e delusi dal fatto che la foto non verrà scattata, ma proprio in quel momento Cantagallo suona una versione di Una stella cade con il suo liuto. Mentre gli altri personaggi iniziano a unirsi con la musica e il canto, le scope magiche di Fantasia raccolgono i pezzi della macchina fotografica, Felix Aggiustatutto la ripara, Ercole rimette la scala in posizione e la Fata Smemorina usa la sua magia per aiutare Pippo a rimettersi sulla scala. Presto, incoraggiati dal Grillo Parlante, tutti cantano in coro la fine della canzone. Trilli usa infine la sua bacchetta per tagliare la scena sulla foto di gruppo, e il cortometraggio si conclude con un messaggio di ringraziamento da parte dei Walt Disney Animation Studios agli spettatori: A tutti quelli che hanno immaginato con noi, riso con noi e sognato con noi... Grazie.

## Produzione

### Sviluppo
Once Upon a Studio è stato creato in preparazione per il centenario della Walt Disney Company nell'ottobre 2023; i registi Trent Correy e Dan Abraham hanno proposto alcune idee durante il loro tempo libero per circa otto mesi. Il duo ha definito il corto una "lettera d'amore" ai Walt Disney Animation Studios e "un ringraziamento a chiunque nel pubblico abbia mai visto un film Disney negli ultimi cento anni". Il cortometraggio comprende più di 500 personaggi e voci di oltre 40 doppiatori. Questi includono i dialoghi del Genio che sono stati ricavati da audio precedentemente inutilizzati registrati da Robin Williams.

### Cast
Il cast del film è composto da:
- Scott Adsit: Baymax
- Stan Alexander: Fiore
- Stephen J. Anderson: Uomo con la bombetta
- Tony Anselmo: Paperino
- Awkwafina: Sisu
- Jason Bateman: Nick Wilde
- Bill Baucom: Fido
- Peter Behn: Tamburino
- Kristen Bell: Anna
- Jodi Benson: Ariel
- Robby Benson: Bestia
- Eric Blore: Mr. Toad
- Ravi Cabot-Conyers: Antonio
- Griffen Campbell: Pinocchio
- Pat Carroll: Ursula
- Auliʻi Cravalho: Vaiana
- Jim Cummings: Baloo, Winnie the Pooh
- Ariana DeBose: Asha
- Chris Diamantopoulos: Topolino
- Bobby Driscoll: Peter Pan
- Cliff Edwards: Grillo Parlante
- Richard Epcar: Little John
- Bill Farmer: Pippo, Pluto
- Verna Felton: Flora
- Keith Ferguson: Principe Azzurro
- Santino Fontana: Hans
- Josh Gad: Olaf
- Ginnifer Goodwin: Judy Hopps
- Joseph Gordon-Levitt: Jim Hawkins
- Jonathan Groff: Kristoff
- Robert Guillaume: Rafiki
- Jennifer Hale: Cenerentola
- Jess Harnell: Scuttle
- Sterling Holloway: Stregatto, Kaa, Winnie the Pooh
- Tom Hulce: Quasimodo
- Jeremy Irons: Scar
- Billy Joel: Dodger
- Dwayne Johnson: Maui
- Bob Joles: Tockins
- Charles Judels: Stromboli "Mangiafuoco"
- Judy Kuhn: Pocahontas
- Nathan Lane: Timon
- Luke Lowe: Flounder
- Barbara Luddy: Serenella
- James MacDonald: Giac, Gas
- Burny Mattinson: sé stesso
- Idina Menzel: Elsa
- Jim Meskimen: Ih-Oh, Merlino
- Piotr Michael: Iago
- Mandy Moore: Rapunzel
- Clarence Nash: Paperino
- Bob Newhart: Bernie
- Paige O'Hara: Belle
- Raymond S. Persi: Flash
- Ian R'Mante: Tamburino
- John C. Reilly: Ralph Spaccatutto
- Phoenix Reisser: Mowgli
- Kaitlyn Robrock: Minni
- Anika Noni Rose: Tiana
- Lea Salonga: Mulan
- Chris Sanders: Stitch
- Sara Silverman: Vanellope
- Lee Slobotkin: Peter Pan
- David Spade: Kuzco
- Natalie Babbitt Taylor: Biancaneve
- Josh Robert Thompson: Brontolo
- Kelly Marie Tran: Raya
- Alan Tudyk: Cappellaio Matto
- Mark Walton: Rhino
- Scott Weinger: Aladdin
- Frank Welker: Abu, Joanna
- Richard White: Gaston
- Harland Williams: Carl
- Renika Williams: stagista Disney
- Robin Williams: Genio
- Daniel Wolfe: Robin Hood
- James Woods: Ade
- Michael-Leon Wooley: Louis
- Alan Young: Paperon de' Paperoni

### Animazione
Eric Goldberg è stato il capo dell'animazione disegnata a mano, mentre Andrew Feliciano ha lavorato come capo dell'animazione al computer. Tra gli animatori tradizionali reclutati per il cortometraggio c'erano gli attuali animatori Mark Henn, Randy Haycock, Alex Kupershmidt e Bert Klein che hanno anche fornito l'animazione per il cortometraggio, così come gli ex animatori Disney James Baxter, Ruben Aquino, Tony Bancroft, Nik Ranieri e Will Finn; gli animatori hanno lavorato sia su personaggi che hanno precedentemente animato sia su altri personaggi classici; Baxter, in particolare, ha chiesto ai registi di lavorare sui personaggi di Bambi, essendo stato un fan del film durante la sua infanzia. I personaggi sono stati animati in modo tale da replicare lo stile artistico dei loro film originali.
Quasi l'80% dell'animazione del corto è disegnata a mano. Goldberg ha realizzato le scene interamente disegnate a mano, dopodiché Feliciano ha creato un'animazione in CGI unita al movimento dei personaggi disegnati a mano. Ha anche animato personalmente la scena in cui Topolino si avvicina a una foto di Walt Disney, poiché interessato alla scena a causa del suo tono emotivo, così come al Genio, che originariamente aveva animato in Aladdin e ai personaggi originariamente disegnati da Ward Kimball. 
Gli animatori CGI hanno dovuto ricostruire i modelli dei personaggi per quelli creati prima di Rapunzel - L'intreccio della torre, a causa di aggiornamenti fatti alla tecnologia di animazione realizzati nel corso degli anni, con rendering rielaborati in modo da poter essere utilizzati con la tecnologia moderna.

## Colonna sonora
Dave Metzger ha composto la colonna sonora per il cortometraggio, che è stata composta in modo che sembrasse ricordare i film originali di ogni personaggio. La scena in cui Topolino si avvicina a una foto di Walt Disney presenta la canzone Feed the Birds da Mary Poppins, che è stata scelta poiché era la preferita di Disney. Mentre discutevano l'idea con il produttore esecutivo Matt Walker, questo suggerì di contattare il co-autore della canzone Richard M. Sherman per eseguire una nuova interpretazione del brano. Sherman registrò la canzone il 22 agosto, nell'ufficio originale di Walt Disney e usando lo stesso pianoforte usato con il fratello Robert per eseguire la canzone negli anni '60. When You Wish Upon a Star da Pinocchio è stata invece cantata dall'intero cast. I titoli di coda presentano una versione ri-arrangiata del tema musicale di Steamboat Willie.

## Distribuzione
Once Upon a Studio ha debuttato al Festival internazionale del film d'animazione di Annecy l'11 giugno 2023 e ha avuto la sua prima proiezione pubblica su ABC il 15 ottobre 2023, come parte di The Wonderful World of Disney: Disney’s 100th Anniversary Celebration. Il cortometraggio ha poi debuttato su Disney+ e Hulu il 16 ottobre 2023, e lo stesso giorno su Disney Channel, come parte di Once Upon A Monday Movie Marathon, su FX e su Freeform. È stato proiettato anche nelle sale cinematografiche prima di Wish, il 22 novembre 2023.

### Edizione italiana
Il doppiaggio italiano è stato eseguito dalla società Iyuno Rome e diretto da Massimiliano Manfredi su dialoghi di Ilaria Tornesi. La canzone When You Wish Upon a Star riutilizza lo stesso titolo (Una stella cade) e lo stesso testo italiani originali adoperati per il classico Pinocchio e la direzione musicale è a cura di Virginia Brancucci e della Scuola Ermavilo.
Per la maggior parte dei personaggi presenti nel corto sono stati utilizzati i loro doppiatori ufficiali (se ancora in attività o in vita) provenienti dai film originali o da eventuali sequel, remake e serie tv. Rafiki e Kaa vedono invece l'utilizzo di dialoghi d'archivio dai rispettivi film.
I doppiatori italiani sono:
- Alessandro Quarta: Topolino
- Paola Valentini: Minni
- Enrico Brignano: Olaf
- Serena Autieri: Elsa
- Serena Rossi: Anna
- Laura Chiatti: Rapunzel
- Nicola Savino: Flash
- Gaia: Asha

## Accoglienza

### Critica
Il corto ha ricevuto recensioni positive dalla critica, che lo ha definito "un'esperienza emotiva e nostalgica".